# Martim Chelmik
Martim Chelmik, né le 13 juin 2008 à Porto, est un footballeur portugais qui joue au poste de défenseur central au FC Porto.

## Biographie

### Carrière en club
Né à Porto au Portugal, Martim Chelmik est formé par le FC Porto, où il s'illustre d'abord en équipes de jeunes avec le club de championnat du Portugal. 

### Carrière en sélection
Martim Chelmik est international junior avec l'équipe du Portugal des moins de 17 ans à partir de novembre 2024.
Il est convoqué avec l'équipe du Portugal des moins de 17 ans pour participer au Championnat d'Europe des moins de 17 ans qui a lieu en mai et juin 2025,. Avec Chelmik titulaire en défense centrale, le Portugal atteint la finale de la compétition après l'avoir emporté au tirs au but face à l'Équipe d'Italie des moins de 17 ans de football (après un match nul 2-2),.
Les lusitaniens remportent ensuite la compétition en s'imposant 3-0 contre la France en finale,,,.

## Palmarès
Portugal -17 ans
- Championnat d'Europe
  - Champion en 2025